# 真山れみ
真山 れみ（まやま れみ、1992年6月24日 - ）は、日本の元タレント、元女優、元グラビアモデルである。旧芸名は本名の菅澤 美月（すがさわ みづき）。

## 出演

### テレビドラマ
- 24のひとみ（2007年10月 - 2008年4月、TBS） - 平野さん 役
- 3年B組金八先生 第8シリーズ（2007年10月11日 - 2008年3月20日、TBS） - 平野みなみ 役

### バラエティ
- ちゅろすでChu!（2003年 - 2004年5月）
- ジェイチェキ（2004年 - ）
- おはスタ（2005年4月 - 2007年3月、テレビ東京） - おはガール

### 映画
- 愛してよ（2005年） - 三井藍 役

### 劇場版アニメ
- アイス・エイジ2（2006年、日本語吹替版） - 動物の子供 役
  - おはガールキャンディミントとして出演

### CM
- SONY ハンディカムPC300K（2003年）
- 日本デジタル放送告知（2003年）
- ライオン 花粉ガード 玄関編・リビング編・朝の布団編（2005年 - 2006年）
- 任天堂 マリオパーティアドバンス（2005年）
- 日本ミルクコミュニティ 恵（2006年）

### イベント
※おはガール名義含む
- ちゅろすでchu!in初台（2004年）
- ジェイクラス祭り（2004年 - 2006年）
- 次世代WHFおはスタステージ（2005年 - 2006年）
- おはガールマジックステージ（2005年）
- おはガールリズティックリボンステージ（2006年）
- ジェイクラス祭り2006（2006年） - メインMC
- ワッチミーナ・イザンヌ・合同オーディション（2007年） - 事務所の先輩マリエと共にMCを務める。

### プロモーションビデオ
- 高鈴「リトルダンス」（2004年） - バレエを踊る少女 役

### 雑誌
- ちゃお（2005年 - 2006年）
- CanCam（2011年 - 2012年）

## 作品

### 写真集
- ジェイクラスブック -1st Memorial Graffiti（2004年10月、バウハウス、撮影：山本昌義）ISBN 978-4894619999
- Vitamin M（2007年10月、彩文館出版、撮影：上野勇）ISBN 978-4775602560 - 初のソロ写真集。

### 書籍
- おはスタ ネタ帳!〈4〉おはガールキャンディミントのミラクルマジックBOOK（2005年12月、小学館プロダクション）ISBN 978-4796872102

### DVD
- おはガールキャンディミントリズティックリボンダンスレッスンDVD （2006年）
- Vitamin M （2007年、彩文館出版） - 初のソロDVD。
- 1分半劇場 24のひとみ Vol.1 - 4 （2008年）